# Gusano de maguey

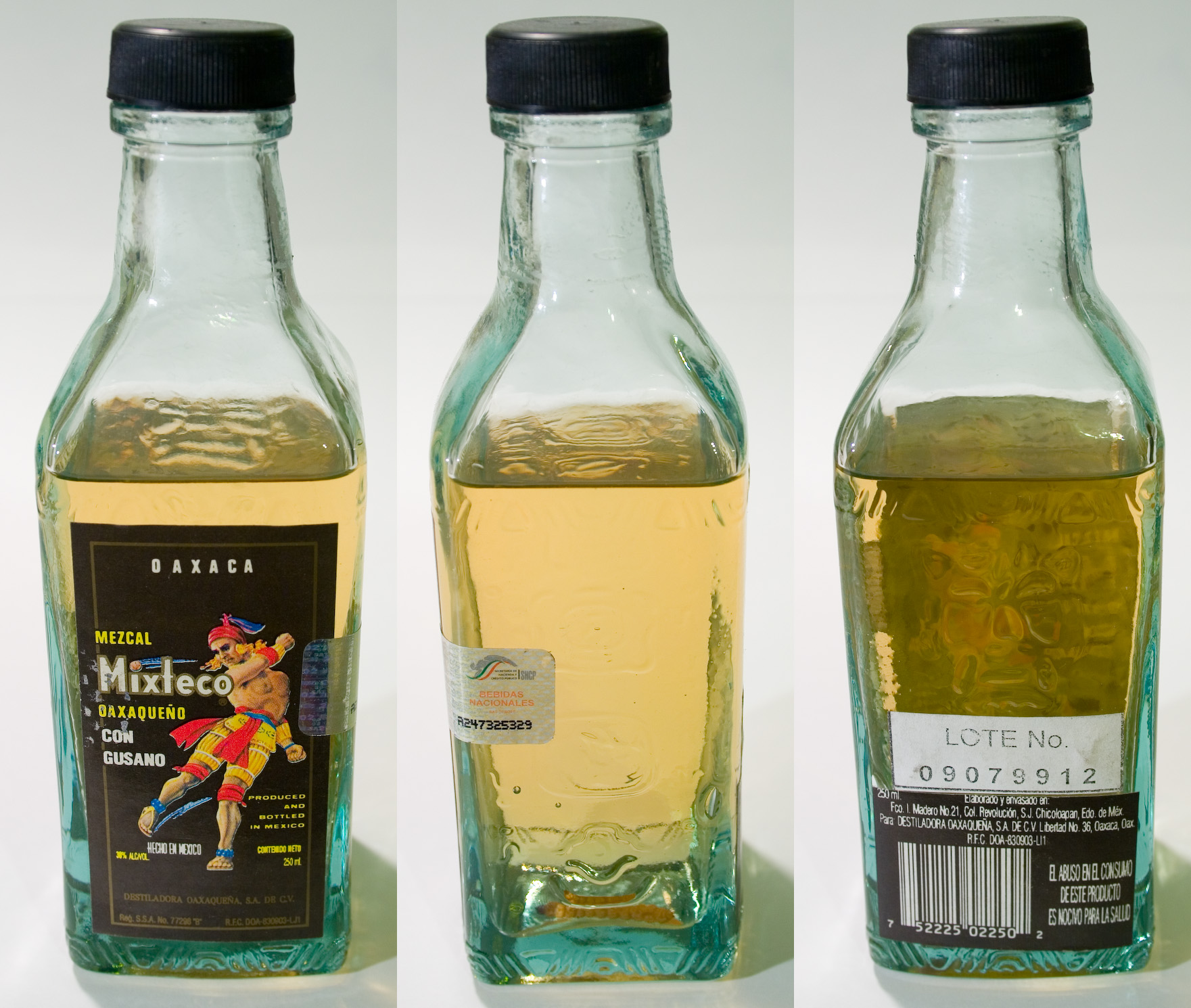
Garrafas de mezcal com gusanos (lagartas)

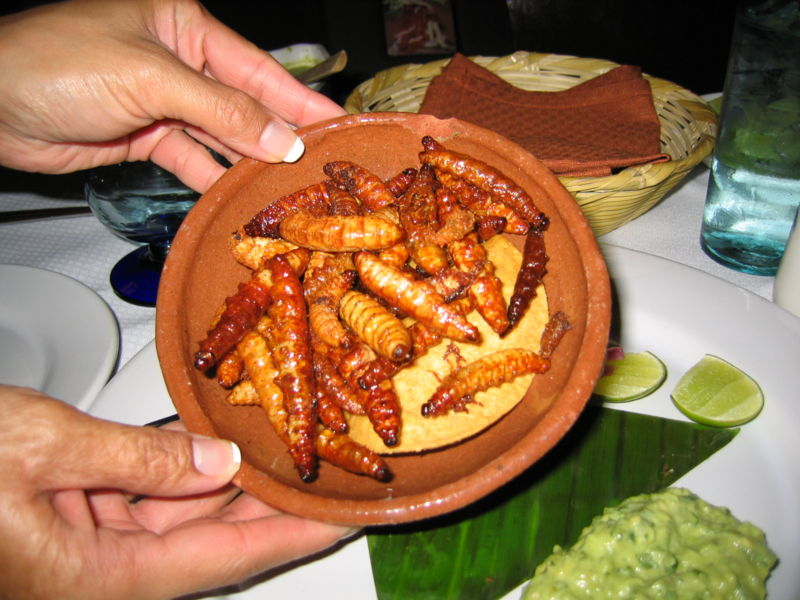
Gusanos de maguey fritos

Gusano del mezcal ou gusano de maguey refere-se a duas espécies de larvas de mariposas (Aegiale hesperiaris e Hypopta agavis), ambas usadas como ingredientes da culinária mexicana (sendo comidas fritas). São encontradas nas plantas de agave, sendo também utilizadas no preparo de uma bebida alcoólica do México, o mezcal.
Em algumas regiões mexicanas, o verme (gusano, em espanhol) é posto dentro da garrafa da bebida.